# Selliguea elmeri
Selliguea elmeri là một loài thực vật có mạch trong họ Polypodiaceae. Loài này được (Copel.) Ching miêu tả khoa học đầu tiên năm 1940.